# Klocktobak
Klocktobak (Nicotiana langsdorffii) är en art inom familjen potatisväxter och förekommer naturligt från Brasilien till Argentina och östra Paraguay. Det är en ettårig ört som odlas som utplanteringsväxt i Sverige.
Plantor under namnen N. langsdorffii var. longiflora Comes och N. langsdorffii var. grandiflora Comes är troligen hybrider med stor blomstertobak (N. alata).

## Synonymer
- Langsdorfia viridiflora Raf.,
- Nicotiana ruralis Vell.

### Webbkällor
- Svensk Kulturväxtdatabas